# Réserve de biosphère Cabo de Hornos
La réserve de biosphère Cabo de Hornos est une réserve de biosphère située dans la province de l'Antarctique chilien, à l'extrémité sud du Chili. Elle a été reconnue par l'Unesco en 2005,.

## Description et administration
La réserve comprend des aires marines, des îles, fjords, canaux, forêts et brandes.
Elle couvre une superficie totale de 4 884 273 ha, comprenant une aire centrale de 1 347 417 ha, une zone tampon de 1 711 318,34 ha et une  zone de transition de 1 848 921,86 ha. L'aire centrale est constituée du parc national Alberto de Agostini et du parc national Cabo de Hornos, qui sont protégés par la loi chilienne et à l'intérieur desquels aucune infrastructure d'hébergement ne peut être construite.
La réserve de biosphère Cabo de Hornos est administrée par un Conseil d'administration qui est présidé par le gouverneur de la région et comprend les services publics concernés et les organisations locales. Le Conseil consultatif scientifique de la réserve est coordonné par le parc ethnobotanique Omora - Université de Magallanes.
En plus d'accueillir l'écosystème forestier le plus méridional au monde et les derniers témoins de la culture Yagan, l'archipel de Terre de Feu abrite 5 % des espèces de bryophytes (mousses et hépatiques). Bien que considéré comme l'un des derniers espaces encore sauvages de la planète, la région du cap Horn est confronté au défis engendrés par le développement du tourisme, la multiplication de projets immobiliers, le développement d'espèces exotiques invasives et la salmoniculture.

### Sources et bibliographie
- (es) R. Rozzi, F. Massardo, C.B. Anderson, A. Berghoefer, A. Mansilla, M. Mansilla, J. Plana Reserva de Biosfera Cabo de Hornos, Ediciones de la Universidad de Magallanes, 2006n Punta Arenas, Chili, 258 p.
- (en) R. A. Mittermeier, C. Mittermeier, P. Robles-Gil, J. Pilgrim, G. Fonseca, T. Brook, W. Konstant, Wilderness : Earth’s last wild places, CEMEX–Conservation International, Washington, D.C., 2002